# Slijmkopvissen
De slijmkopvissen (Beryciformes) vormen een orde van straalvinnige vissen.

## Beschrijving
Het zijn alle zoutwatervissen. In de kop hebben ze slijmkanalen. Ze hebben één rugvin.

## Taxonomie
Er worden drie algemeen erkende onderorden onderscheiden: Berycoidei, Holocentroidei en Trachichthyoidei. In sommige classificaties worden ook de Doornvissen (Stephanoberycoidei) als onderorde van deze orde gezien, maar meestal wordt deze gezien als een aparte orde Doornvissen (Stephanoberyciformes).
Orde: Slijmkopvissen (Berciformes)
- Onderorde: Berycoidei
  - Familie: Slijmkopvissen (Berycidae)
    - Geslacht: Beryx
    - Geslacht: Centroberyx
- Onderorde: Holocentroidei
  - Familie: Eekhoorn- en soldatenvissen (Holocentridae)
    - Onderfamilie: Eekhoornvissen (Holocentrinae)
      - Geslacht: Corniger
      - Geslacht: Neoniphon
      - Geslacht: Holocentrus
      - Geslacht: Sargocentron

    - Onderfamilie: Soldatenvissen (Myripristinae)
      - Geslacht: Myripristis
      - Geslacht: Plectrypops
      - Geslacht: Ostichthys
      - Geslacht: Pristilepis
- Onderorde Trachichthyoidei
  - Familie: Lantaarnvissen (Anomalopidae)
    - Geslacht: Anomalops
    - Geslacht: Parmops
    - Geslacht: Phthanophaneron
    - Geslacht: Kryptophanaron
    - Geslacht: Photoblepharon

  - Familie: Bladschubbigen (Anoplogastridae)
    - Geslacht: Anoplogaster

  - Familie: Zilverkopvissen (Diretmidae)
    - Geslacht: Diretmichthys
    - Geslacht: Diretmoides
    - Geslacht: Diretmus

  - Familie: Denappelvissen (Monocentridae)
    - Geslacht: Cleidopus
    - Geslacht: Monocentris

  - Familie: Zaagbuikvissen (Trachichthyidae)
    - Geslacht: Aulotrachichthys
    - Geslacht: Optivus
    - Geslacht: Sorosichthys
    - Geslacht: Gephyroberyx
    - Geslacht: Paratrachichthys
    - Geslacht: Trachichthys
    - Geslacht: Hoplostethus
    - Geslacht: Parinoberyx